# Скоттсборо
Скоттсборо (англ. Scottsboro) — місто (англ. city) в США, в окрузі Джексон штату Алабама. Окружний центр та найільший населений пункт цього округу. Населення — 15 578 осіб (2020).

## Географія
Скоттсборо розташоване за координатами 34°38′41″ пн. ш. 86°2′54″ зх. д. / 34.64472° пн. ш. 86.04833° зх. д. (34.644641, -86.048205).  За даними Бюро перепису населення США в 2010 році місто мало площу 148,69 км², з яких 131,19 км² — суходіл та 17,50 км² — водойми.

## Демографія

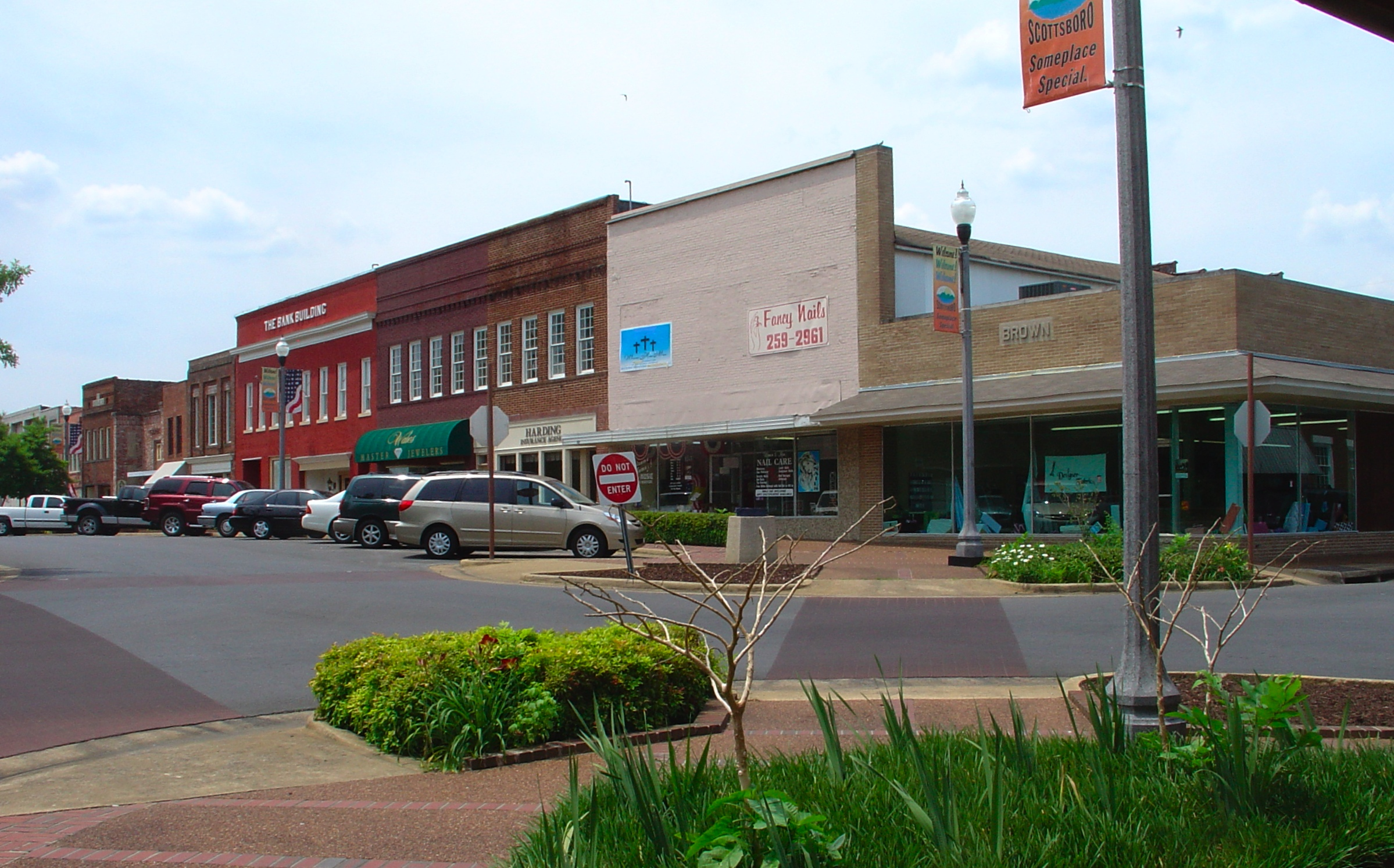
Центр міста

Згідно з переписом 2010 року, у місті мешкало 14 770 осіб у 6245 домогосподарствах у складі 4141 родини. Густота населення становила 99 осіб/км².  Було 7039 помешкань (47/км²).
Расовий склад населення:
| - 89,8 % — білих - 4,6 % — чорних або афроамериканців - 0,8 % — корінних американців - 0,8 % — азіатів - 0,2 % — вихідців з тихоокеанських островів - 2,0 % — осіб інших рас |

До двох чи більше рас належало 1,8 %. Частка іспаномовних становила 3,5 % від усіх жителів.
За віковим діапазоном населення розподілялося таким чином: 21,7 % — особи молодші 18 років, 59,4 % — особи у віці 18—64 років, 18,9 % — особи у віці 65 років та старші. Медіана віку мешканця становила 42,2 року. На 100 осіб жіночої статі у місті припадало 90,8 чоловіків;  на 100 жінок у віці від 18 років та старших — 87,5 чоловіків також старших 18 років.
Середній дохід на одне домашнє господарство  становив 49 875 доларів США (медіана — 38 007), а середній дохід на одну сім'ю — 60 275 доларів (медіана — 49 228). Медіана доходів становила 37 837 доларів для чоловіків та 31 039 доларів для жінок. За межею бідності перебувало 16,0 % осіб, у тому числі 22,0 % дітей у віці до 18 років та 8,3 % осіб у віці 65 років та старших.
Цивільне працевлаштоване населення становило 6020 осіб. Основні галузі зайнятості: виробництво — 25,3 %, освіта, охорона здоров'я та соціальна допомога — 21,4 %, роздрібна торгівля — 12,3 %, мистецтво, розваги та відпочинок — 6,9 %.